# Fliura Bulatova

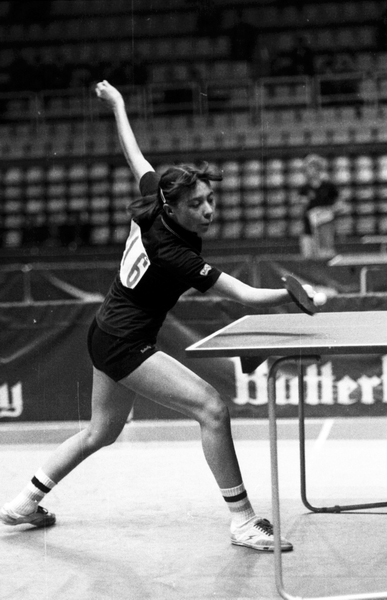
Fliura Bulatova (1984)

Fliura Bulatova (Tasjkent, 9 juli 1963) is een in Oezbekistan geboren Italiaanse tafeltennisster. Ze werd onder de vlag van de Sovjet-Unie in 1988 Europees kampioene en won zowel in 1986 als 1988 de Europa Top-12.

## Loopbaan
Bulatova bereikte in 1983 haar eerste Europese Top-12 finale, maar verloor deze van de Duitse Olga Nemes. Drie jaar later haalde ze revanche door diezelfde Nemes in de finale te verslaan voor haar eerste titel. Daar bleef het niet bij voor de Sovjetspeelster, want in 1988 werd ze zowel Europees kampioene, door in de eindstrijd Otilia Bădescu te kloppen (na verloren finales in 1984 en 1986), als opnieuw winnares van de Europese Top-12 na een zege in de eindstrijd tegen Bettine Vriesekoop. Het jaar daarvoor was ze blijven steken op een derde plek.
Bulatova verkaste in 1989 naar Italië en komt sinds 1994 voor haar nieuwe land uit. Ze speelde voor de Sovjet-Unie op het WK 1981, 1983, 1985 en 1987, EK 1980, 1982, 1984, 1986 en 1988 en de Europa Top-12 van 1983, 1984, 1985, 1986, 1987, 1988 en 1989. Ze kwam uit voor Italië op het WK 1995, EK 1994 en 1996 en de Europa Top-12 1994 en 1995
Bulatova nam deel aan de Olympische Spelen van 1988 (voor de Sovjet-Unie) en 1996 (voor Italië).

## Erelijst
Belangrijkste resultaten:
- Winnares Europa Top-12 1986 en 1988 (zilver in 1983, brons in 1987)
- Europees kampioene enkelspel 1988 (zilver in 1984 en 1986)
- Europees kampioene dubbelspel 1982 (met Inna Kovalenko) en 1986 (met Jelena Kovtun)
- Winnares EK landenploegen 1980, 1984 en 1988
- Winnares Middellandse Zeespelen 1993 en 1997 (als Italiaanse)